# Crashed Ice
Red Bull Crashed Ice is een extreme sportevenement georganiseerd door frisdrankfabrikant Red Bull waarin de deelnemers al schaatsend een lastig hellend parcours moet overwinnen. Sinds 2000 worden er wedstrijden georganiseerd, waarbij vanaf 2010 ieder jaar een wereldkampioenschap op het programma staat.

## Geschiedenis
In 1999 bedachten de Oostenrijkers Austrians Sigurd Meiche en Stefan Aufschnaiter een nieuwe sport: Ice Cross Downhill. De sport wordt beoefend op een lange (steile) ijsbaan vol obstakels: sprongen, trappen, haarspeldbochten en andere hindernissen. De rijders moeten op schaatsen zo snel mogelijk afdalen naar de finish. De gemiddelde snelheid van de rijders is 40 km/u, maar kan op bepaalde onderdelen oplopen tot 70 km/u. De sport vertoont overeenkomsten met de olympische sporten skicross en snowboardcross.
Vanaf 2001 organiseert Red Bull wedstrijden in Ice Cross Downhill onder de noemer Red Bull Crashed Ice. Op 20 januari 2001 vond in Stockholm de eerste wedstrijd plaats. Sporters uit de hele wereld kwamen in groten getale naar de Zweedse hoofdstad voor de openingswedstrijd. Deze eerste wedstrijd was in sportief als technisch opzicht een proef. Omdat de constructie van het ijskanaal veel bouwwerkzaamheden vergde, was het onmogelijk het evenement vooraf te testen om te kijken wat de rijders te wachten stond. Het parcours werd uitgezet op de vismarkt. Na een korte boycot bij de start en spectaculaire valpartijen tijdens de proefrondes pasten de deelnemers zich snel aan de ongewone omstandigheden aan. De race werd gewonnen door de Zweed Jasper Felder.
In de jaren erna organiseerde Red Bull nog meer races. Tot 2010 vonden er veertien wedstrijden plaats in acht landen. In 2010 werd het eerste officiële wereldkampioenschap georganiseerd.

## Parcours, uitrusting en reglementen

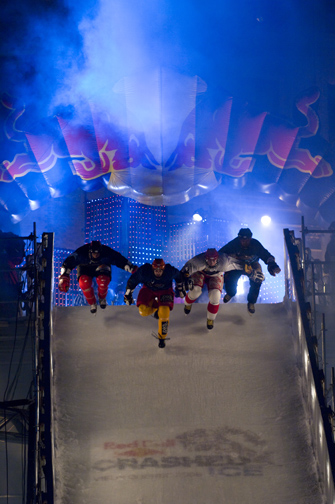
De start in Quebec, 2008

Ice Cross Downhill wordt beoefend in een ijskanaal met diverse bochten en sprongen. De lengte tijdens de eerste wedstrijd was ongeveer 300 meter. In latere races is het parcours steeds langer geworden. Het parcours in 2007 was 430 meter lang en overbrugde een hoogteverschil van 60 meter. De baan voor de wedstrijden in Stockholm (2001), Klagenfurt (2002), Duluth (2003 en 2004), Moskou (2004) en Helsinki (2014) was op basis van natuurijs, de overige banen werden aangelegd met behulp van koelinstallaties.
Om deel te kunnen nemen aan de wedstrijden is het dragen van beschermende uitrusting verplicht: helm, borstpantser, elleboogbeschermers, handschoenen, beschermende broek en knie/scheenbeschermers. Alleen ijshockeyschaatsen zijn toegestaan. De deelnemers zijn vaak ijshockeyspelers. Hoewel lichaamscontact is toegestaan, is het uitdelen van bodychecks niet toegestaan.
Om deel te kunnen nemen aan een wedstrijd moeten de rijders zich in de regel eerst kwalificeren op lokale kwalificatiewedstrijden (Red Bull Crashed Ice Qualifier), welke worden georganiseerd op (vlakke) kunstijsbanen. De deelnemers moeten daarbij zo snel mogelijk één-tegen-één een parcours afwerken. Na kwalificatie mag de rijder deelnemen aan het hoofdevenement van Crashed Ice. In de eerste ronde doen alle rijders een individuele afdaling, waarbij op basis van tijd de beste rijders doorgaan naar de volgende ronde. Vanaf die fase geldt het principe van knock-out: in heats van vier rijders gaan de twee beste door naar de volgende ronde.

## Uitslagen
De uitslagen van de losstaande races in de periode 2000 tot en met 2009.
| Jaar | Datum       | Locatie    | Goud                | Zilver                  | Brons                |
| ---- | ----------- | ---------- | ------------------- | ----------------------- | -------------------- |
| 2001 | 20 januari  | Stockholm  | Jasper Felder       |                         |                      |
| 2002 |             | Klagenfurt | Jasper Felder       |                         |                      |
| 2003 | 28 februari | Duluth     | Jasper Felder       |                         |                      |
| 2004 | 24 januari  | Moskou     | Jasper Felder       | Hrovje Appelt           | Konstantin Sirenin   |
| 2004 | 20 februari | Duluth     | Jasper Felder       |                         |                      |
| 2005 | 15 januari  | Praag      | Jasper Felder       | Lukáš Fiala             | Michael Krainer      |
| 2006 | 18 maart    | Quebec     | Gabriel Andre       | Wade Hocking            | Sylvain Houle        |
| 2007 | 3 maart     | Quebec     | Kevin Olson         | Ross Thompson           | Ben Benicky          |
| 2007 | 17 maart    | Helsinki   | Kevin Olson         | Matias Schants          | Miikka Jouhkimainen  |
| 2008 | 26 januari  | Quebec     | Arttu Pihlainen     | Louis-Philippe Dumoulin | Sebastien Morissette |
| 2008 | 9 februari  | Davos      | Miikka Jouhkimainen | Sébastien Morissette    | Lukáš Kolc           |
| 2009 | 24 januari  | Quebec     | Arttu Pihlainen     | Lari Jouhtsenlahti      | Kyle Croxall         |
| 2009 | 7 februari  | Praag      | Miikka Jouhkimainen | Lukáš Kolc              | Lukáš Fiala          |
| 2009 | 14 maart    | Lausanne   | Jasper Felder       | Arttu Pihlainen         | Lari Jouhtsenlahti   |

De uitslagen van de races vanaf 2010 zijn opgenomen op de website van Red Bull Crashed Ice.
| Jaar | Datum       | Locatie       | Goud              | Zilver                  | Brons              | Wereldkampioen    |
| ---- | ----------- | ------------- | ----------------- | ----------------------- | ------------------ | ----------------- |
| 2010 | 16 januari  | München       | Martin Niefnecker | Gabriel Andre           | Kim Muller         | Martin Niefnecker |
| 2010 | 21 maart    | Quebec        | Kyle Croxall      | Martin Niefnecker       | Scott Croxall      | Martin Niefnecker |
| 2011 | 15 januari  | München       | Kyle Croxall      | Arttu Pihlainen         | Lukáš Kolc         | Arttu Pihlainen   |
| 2011 | 5 februari  | Valkenburg    | Arttu Pihlainen   | Scott Croxall           | Kyle Croxall       | Arttu Pihlainen   |
| 2011 | 26 februari | Moskou        | Arttu Pihlainen   | Kyle Croxall            | Kilian Braun       | Arttu Pihlainen   |
| 2011 | 19 maart    | Quebec        | Arttu Pihlainen   | Louis-Philippe Dumoulin | Kyle Croxall       | Arttu Pihlainen   |
| 2012 | 14 januari  | Saint Paul    | Kyle Croxall      | Arttu Pihlainen         | Scott Croxall      | Kyle Croxall      |
| 2012 | 4 februari  | Valkenburg    | Kyle Croxall      | Fabian Mels             | Paavo Klintrup     | Kyle Croxall      |
| 2012 | 18 februari | Åre           | Adam Horst        | Arttu Pihlainen         | Scott Croxall      | Kyle Croxall      |
| 2012 | 17 maart    | Quebec        | Arttu Pihlainen   | Kyle Croxall            | Scott Croxall      | Kyle Croxall      |
| 2013 | 1 december  | Niagara Falls | Kyle Croxall      | Cameron Naasz           | Kilian Braun       | Derek Wedge       |
| 2013 | 26 januari  | Saint Paul    | Kyle Croxall      | Scott Croxall           | Cameron Naasz      | Derek Wedge       |
| 2013 | 9 februari  | Landgraaf     | Derek Wedge       | Marco Dallago           | Bart van Roosmalen | Derek Wedge       |
| 2013 | 2 maart     | Lausanne      | Cameron Naasz     | Kim Müller              | Scott Croxall      | Derek Wedge       |
| 2013 | 16 maart    | Quebec        | Arttu Pihlainen   | Scott Croxall           | Derek Wedge        | Derek Wedge       |
| 2014 | 1 februari  | Helsinki      | Marco Dallago     | Scott Croxall           | Cameron Naasz      | Marco Dallago     |
| 2014 | 22 februari | Saint Paul    | Marco Dallago     | Scott Croxall           | Cameron Naasz      | Marco Dallago     |
| 2014 | 8 maart     | Moskou        | Cameron Naasz     | Marco Dallago           | Kim Müller         | Marco Dallago     |
| 2014 | 22 maart    | Quebec        | Marco Dallago     | Scott Croxall           | Luca Dallago       | Marco Dallago     |
| 2015 | 24 januari  | Saint Paul    | Kyle Croxall      | Dean Moriarity          | Dan WItty          | Scott Croxall     |
| 2015 | 7 februari  | Helsinki      | Scott Croxall     | Marco Dallago           | Cameron Naasz      | Scott Croxall     |
| 2015 | 21 februari | Belfast       | Scott Croxall     | Dylan Moriarity         | Dean Moriarity     | Scott Croxall     |
| 2015 | 14 maart    | Edmonton      | Cameron Naasz     | Scott Croxall           | Tommy Mertz        | Scott Croxall     |

## Wereldkampioenschappen

### 2010
Na 14 losstaande races tussen 2000 en 2009 wordt in 2010 voor het eerst een wereldkampioenschapsklassement opgesteld, bepaald over twee races in München en Quebec. De 19-jarige Martin Niefnecker wint dit klassement met overmacht door één race te winnen en in de ander beslag te leggen op de tweede plaats. Er deden ook twee Nederlanders mee: Bart van Roosmalen en Remo Speijers.
Uitslagen races
| Positie | 16 januari 2010 München | 21 maart 2010 Quebec                       |
| ------- | ----------------------- | ------------------------------------------ |
| Goud    | Martin Niefnecker       | Kyle Croxall                               |
| Zilver  | Gabriel Andre           | Martin Niefnecker                          |
| Brons   | Kim Muller              | Scott Croxall                              |
| Overig  | Remo Speijers (30)      | Bart van Roosmalen (15) Remo Speijers (57) |

Eindstand
| Positie | Naam               | Punten  |
| ------- | ------------------ | ------- |
| Goud    | Martin Niefnecker  | 1800,00 |
| Zilver  | Kyle Croxall       | 1000,00 |
| Brons   | Gabriel Andre      | 890,00  |
|         | Bart van Roosmalen | 160,00  |
|         | Remo Speijers      | 45,40   |

### 2011
In 2011 organiseert Red Bull het tweede wereldkampioenschap verdeeld over vier wedstrijden. Voor het eerst werd er ook een wedstrijd in Nederland gehouden, namelijk op de Cauberg in het Limburgse Valkenburg.
Aan de wedstrijd in Nederland deden naast de vaste deelnemers ook de geplaatsten mee van vier Nederlandse voorrondes waar iedereen zich voor kon inschrijven. De kwalificaties vonden plaats op 18 december 2010 in Thialf te Heerenveen, op 21 december in De Uithof in Den Haag, op 8 januari 2011 in het IJssportcentrum in Eindhoven en op 9 januari op Glanerbrook te Geleen.
Daarnaast was er een speciale VIP-wedstrijd met vier bekende oud-langebaanschaatsers namelijk Rintje Ritsma, Gerard van Velde, Falko Zandstra en Annamarie Thomas.
Arttu Pihlainen wordt de nieuwe wereldkampioen nadat hij drie overwinningen op rij behaalde: Valkenburg, Moskou en Quebec.
Uitslagen races
| Positie | 15 januari 2011 München                                                   | 5 februari 2011 Valkenburg | 26 februari 2011 Moskou                                    | 19 maart 2011 Quebec                                       |
| ------- | ------------------------------------------------------------------------- | --- | ---------------------------------------------------------- | ---------------------------------------------------------- |
| Goud    | Kyle Croxall                                                              | Arttu Pihlainen | Arttu Pihlainen                                            | Arttu Pihlainen                                            |
| Zilver  | Arttu Pihlainen                                                           | Scott Croxall | Kyle Croxall                                               | Louis-Philippe Dumoulin                                    |
| Brons   | Kim Muller                                                                | Kyle Croxall | Kilian Braun                                               | Kyle Croxall                                               |
| Overig  | Bart van Roosmalen (48) Remo Speijers (60) Glenn Bakx (65) Nick Jong (69) | Bart van Roosmalen (25) Ian Coumans (30) John Passchier (31) Scott Bakx (32) Glenn Bakx (35) Remo Speijers (36) Erwin Knoester (51) | Remo Speijers (31) Glenn Bakx (37) Bart van Roosmalen (63) | Remo Speijers (55) Glenn Bakx (68) Bart van Roosmalen (71) |

Eindstand
| Positie | Naam               | Punten  |
| ------- | ------------------ | ------- |
| Goud    | Arttu Pihlainen    | 3800,00 |
| Zilver  | Kyle Croxall       | 3000,00 |
| Brons   | Scott Croxall      | 2030,00 |
| 33      | Bart van Roosmalen | 96,60   |
| 38      | Remo Speijers      | 74,20   |
| 61      | Ian Coumans        | 32,00   |
| 67      | John Passchier     | 28,00   |
| 71      | Scott Bakx         | 26,00   |
| 75      | Glenn Bakx         | 21,10   |

### 2012
Het derde wereldkampioenschap werd wederom verdeeld over vier wedstrijden. Wederom is er een stop georganiseerd op de Cauberg in Valkenburg.
In Nederland vonden drie voorrondes plaats waar iedereen zich voor kon inschrijven. De kwalificaties vonden plaats op 10 december 2011 op de Jaap Edenbaan te Amsterdam, op 18 december in Triavium in Nijmegen en op 8 januari 2012 op Glanerbrook te Geleen.
Kyle Croxall, winnaar van de eerste twee stops, werd de nieuwe wereldkampioen. Arttu Pihlainen, de kampioen van het jaar ervoor, kwam slechts 40 punten te kort om zijn titel te prolongeren.
Uitslagen races
| Positie | 14 januari 2012 Saint Paul                                 | 4 februari 2012 Valkenburg | 18 februari 2012 Åre                                       | 17 maart 2012 Quebec                                    |
| ------- | ---------------------------------------------------------- | --- | ---------------------------------------------------------- | ------------------------------------------------------- |
| Goud    | Kyle Croxall                                               | Kyle Croxall | Adam Horst                                                 | Arttu Pihlainen                                         |
| Zilver  | Arttu Pihlainen                                            | Fabian Mels | Arttu Pihlainen                                            | Kyle Croxall                                            |
| Brons   | Scott Croxall                                              | Paavo Klintrup | Scott Croxall                                              | Scott Croxall                                           |
| Overig  | Glenn Bakx (46) Bart van Roosmalen (20) Remo Speijers (43) | Glenn Bakx (26) Ian Coumans (31) Bart van Roosmalen (43) Remo Speijers (47) Wesley de Bruin (52) Frank Wilting (53) Koen de Haas (55) John Passchier (56) Roby Haazen (58) Jean Paul Hendrix (60) Pascal Vijgen (62) | Glenn Bakx (19) Bart van Roosmalen (27) Remo Speijers (60) | Glenn Bakx (7) Bart van Roosmalen (13) Roby Haazen (48) |

Eindstand
| Positie | Naam               | Punten  |
| ------- | ------------------ | ------- |
| Goud    | Kyle Croxall       | 3000,00 |
| Zilver  | Arttu Pihlainen    | 2960,00 |
| Brons   | Scott Croxall      | 2300,00 |
| 11      | Glenn Bakx         | 680,00  |
| 23      | Bart van Roosmalen | 372,60  |
| 55      | Remo Speijers      | 46,50   |
| 66      | Ian Coumans        | 33,30   |
| 71      | Roby Haazen        | 29,20   |
| 82      | Wesley de Bruijn   | 19,60   |
| 98      | Frank Wilting      | 14,60   |

### 2013
Hier wereldkampioenschap van 2013 werd uitgebreid naar vijf wedstrijden. Oorspronkelijk stond op 16 februari 2013 een stop in Rusland op het programma. Red Bull maakte echter op 7 november bekend dat de geplande stop in Rusland plaats maakte voor een revolutionaire stop op 9 februari 2013 in ’s werelds grootste indoor skiresort: SnowWorld Landgraaf. Voor het eerst in de geschiedenis van Ice Cross Downhill zouden de deelnemers strijden op een indoor ijsparcours.
Op de permanente baan van Landgraaf konden deelnemers zich inschrijven voor het eerste Nederlandse Kampioenschap Ice Cross Downhill. Dit evenement was tevens de kwalificatiewedstrijd voor de stop van 9 februari 2013. Glenn Bakx was de allersnelste en de eerste Nederlands Kampioen ooit. Bij de dames won Glynis Barton
Tijdens de wedstrijd van de World Championships in Landgraaf bereikt voor het eerst een Nederlander het podium. Bart van Roosmalen wordt derde in een door Derek Wedge gewonnen wedstrijd. Het overall kampioenschap werd een spannende strijd tussen Derek Wedge en Kyle Croxall. De laatste wedstrijd in Quebec bracht de beslissing. Met een krappe 32 punten verschil werd Wedge wereldkampioen.
Uitslagen races
| Positie | 1 december 2012 Niagara Falls                              | 26 januari 2013 Saint Paul                                 | 9 februari 2013 Landgraaf | 2 maart 2013 Lausanne                                                        | 16 maart 2013 Quebec                                       |
| ------- | ---------------------------------------------------------- | ---------------------------------------------------------- | --- | ---------------------------------------------------------------------------- | ---------------------------------------------------------- |
| Goud    | Kyle Croxall                                               | Kyle Croxall                                               | Derek Wedge | Cameron Naasz                                                                | Arttu Pihlainen                                            |
| Zilver  | Cameron Naasz                                              | Scott Croxall                                              | Marco Dallago | Kim Müller                                                                   | Scott Croxall                                              |
| Brons   | Kilian Braun                                               | Cameron Naasz                                              | Bart van Roosmalen | Scott Croxall                                                                | Derek Wedge                                                |
| Overig  | Glenn Bakx (40) Bart van Roosmalen (52) Remo Speijers (68) | Remo Speijers (30) Bart van Roosmalen (36) Glenn Bakx (38) | Glenn Bakx (16) Danny Hansen (18) Ian Coumans (19) Frank Wilting (20) Hendrik Giesbers (21) Jean Paul Hendrix (30) Peter Keller (36) Wouter Salmaso (41) Scott Bakx (44) Dean Bakx (45) Remo Speijers (46) John Passchier (61) | Bart van Roosmalen (22) Danny Hansen (25) Glenn Bakx (32) Remo Speijers (58) | Bart van Roosmalen (30) Danny Hansen (53) Ian Coumans (69) |

Eindstand
| Positie | Naam               | Punten  |
| ------- | ------------------ | ------- |
| Goud    | Derek Wedge        | 2650,00 |
| Zilver  | Kyle Croxall       | 2618,60 |
| Brons   | Cameron Naasz      | 2585,00 |
| 17      | Bart van Roosmalen | 756,60  |
| 42      | Glenn Bakx         | 213,60  |
| 43      | Danny Hansen       | 212,30  |
| 49      | Ian Coumans        | 169,80  |
| 54      | Frank Wilting      | 113,20  |
| 49      | Hendrik Giesbers   | 100,00  |
| 65      | Remo Speijers      | 71,90   |

### 2014
In 2014 organiseerde Red Bull een wereldkampioenschap verdeeld over vier wedstrijden. De zeer constant rijdende Oostenrijker Marco Dallago won drie van de vier wedstrijden en werd met ruim verschil wereldkampioen.
Uitslagen races
| Positie | 1 februari 2014 Helsinki                                     | 22 februari 2014 Saint Paul                                                   | 8 maart 2014 Moskou                                                           | 22 maart 2014 Quebec                                                           |
| ------- | ------------------------------------------------------------ | ----------------------------------------------------------------------------- | ----------------------------------------------------------------------------- | ------------------------------------------------------------------------------ |
| Goud    | Marco Dallago                                                | Marco Dallago                                                                 | Cameron Naasz                                                                 | Marco Dallago                                                                  |
| Zilver  | Fabian Mels                                                  | Scott Croxall                                                                 | Marco Dallago                                                                 | Scott Croxall                                                                  |
| Brons   | Pacôme Schmitt                                               | Cameron Naasz                                                                 | Kim Müller                                                                    | Luca Dallago                                                                   |
| Overig  | Danny Hansen (43) Frank Wilting (48) Bart van Roosmalen (51) | Danny Hansen (22) Ian Coumans (64) Bart van Roosmalen (72) Frank Wilting (97) | Frank Wilting (36) Bart van Roosmalen (40) Danny Hansen (51) Ian Coumans (52) | Ian Coumans (64) Bart van Roosmalen (78) Frank Wilting (93) Danny Hansen (105) |

Eindstand
| Positie | Naam               | Punten  |
| ------- | ------------------ | ------- |
| Goud    | Marco Dallago      | 3800,00 |
| Zilver  | Scott Croxall      | 2390,00 |
| Brons   | Cameron Naasz      | 2200,00 |
| 48      | Danny Hansen       | 122,80  |
| 56      | Bart van Roosmalen | 49,70   |
| 60      | Ian Coumans        | 45,20   |
| 64      | Frank Wilting      | 39,80   |

### 2015
Nadat in het kampioenschap van 2014 nog vijf stops waren ondergebracht, gaat Red Bull in 2015 weer terug naar vier wedstrijden. Echter, Red Bull maakt daarbij ook bekend dat naast de vier geplande races voor het Crashed Ice Wereldkampioenschap er vier extra races worden gehouden: de Riders Cup. Het seizoen werd gedomineerd door de Canadees Scott Croxall. Met drie overwinningen pakte hij de wereldtitel.
Uitslagen World Championship
| Datum  | 24 januari 2015 Saint Paul                                   | 7 februari 2015 Helsinki                                    | 21 februari 2015 Belfast                  | 14 maart 2015 Edmonton |
| ------ | ------------------------------------------------------------ | ----------------------------------------------------------- | ----------------------------------------- | ---------------------- |
| Goud   | Kyle Croxall                                                 | Scott Croxall                                               | Scott Croxall                             | Cameron Naasz          |
| Zilver | Dean Moriarity                                               | Marco Dallago                                               | Dylan Moriarity                           | Scott Croxall          |
| Brons  | Dan WItty                                                    | Cameron Naasz                                               | Dean Moriarity                            | Tommy Mertz            |
| Overig | Danny Hansen (47) Frank Wilting (87) Bart van Roosmalen (88) | Danny Hansen (38) Bart van Roosmalen (53) Peter Keller (59) | Danny Hansen (43) Bart van Roosmalen (54) | Danny Hansen (81)      |

Uitslagen Riders Cup
| Datum  | 18 januari 2015 Hastings | 31 januari 2015 Wagrain             | 14 februari 2015 Jyväskylä | 7 maart 2015 Sherbrooke |
| ------ | ------------------------ | ----------------------------------- | -------------------------- | ----------------------- |
| Goud   | Cameron Naasz            | Marco Dallago                       | Scott Croxall              | Dylan Moriarity         |
| Zilver | Dean Moriarity           | Dean Moriarity                      | Kyle Croxall               | Kyle Croxall            |
| Brons  | Dylan Moriarity          | Miikka Jouhkimainen                 | William Dutton             | Scott Croxall           |
| Overig | Danny Hansen (40)        | Peter Keller (42) Danny Hansen (45) | -                          | Danny Hansen (62)       |

Eindstand
| Positie | Naam               | Punten  |
| ------- | ------------------ | ------- |
| Goud    | Scott Croxall      | 3325,00 |
| Zilver  | Cameron Naasz      | 2512,50 |
| Brons   | Dean Moriarity     | 2375,00 |
| 56      | Danny Hansen       | 88,70   |
| 89      | Bart van Roosmalen | 33,00   |
| 95      | Peter Keller       | 29,10   |
| 220     | Frank Wilting      | 4,40    |

## 2016 en verder
- 2016:  Cameron Naasz (mannen);  Jacqueline Legere (vrouwen)
- 2017:  Cameron Naasz (mannen);  Jacqueline Legere (vrouwen)
- 2018:  Scott Croxall (mannen);  Amanda Trunzo (vrouwen)
- 2019:  Cameron Naasz (mannen);  Amanda Trunzo (vrouwen)

## Fotogalerij

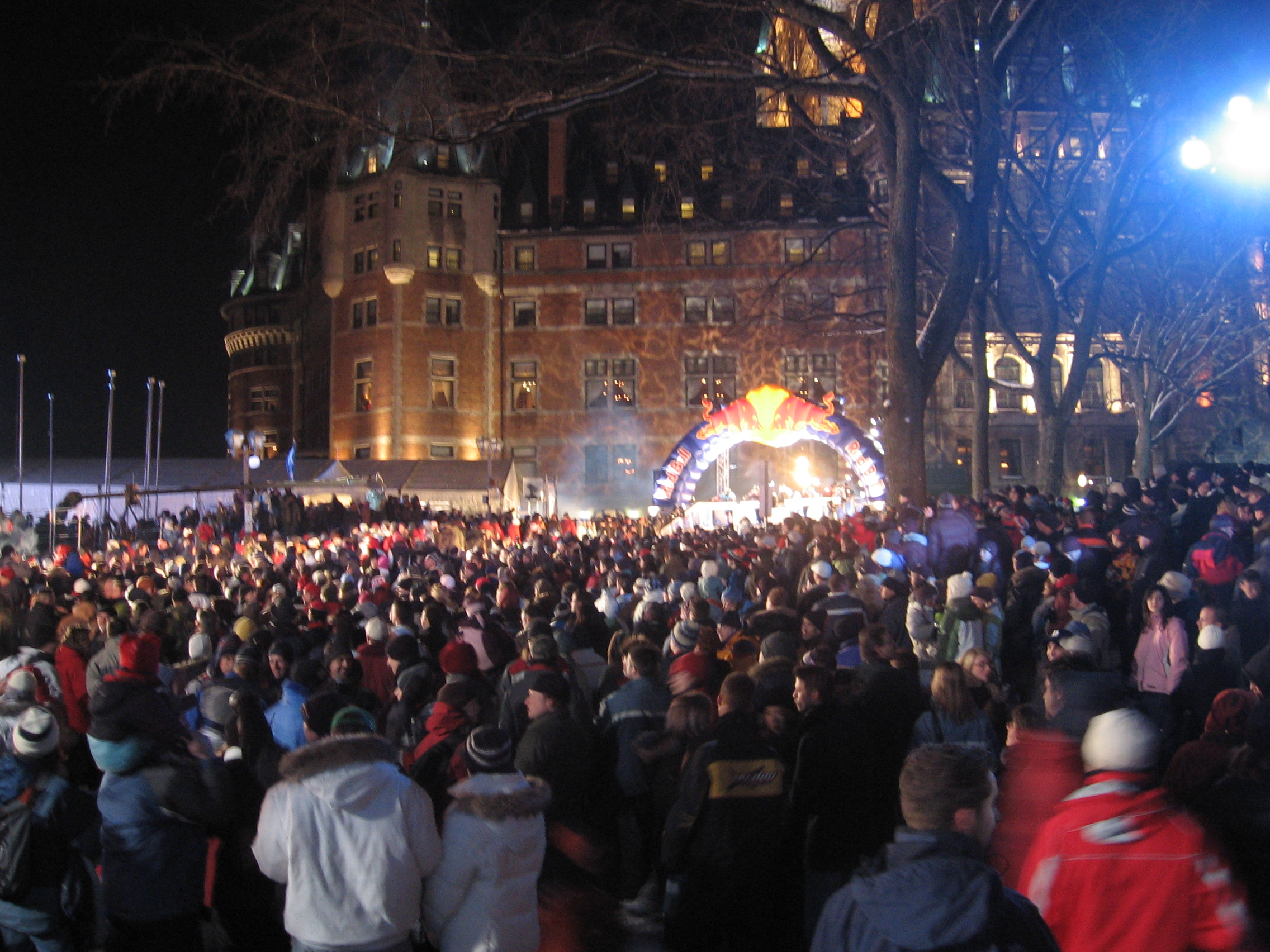
Publiek kijkt naar de deelnemers
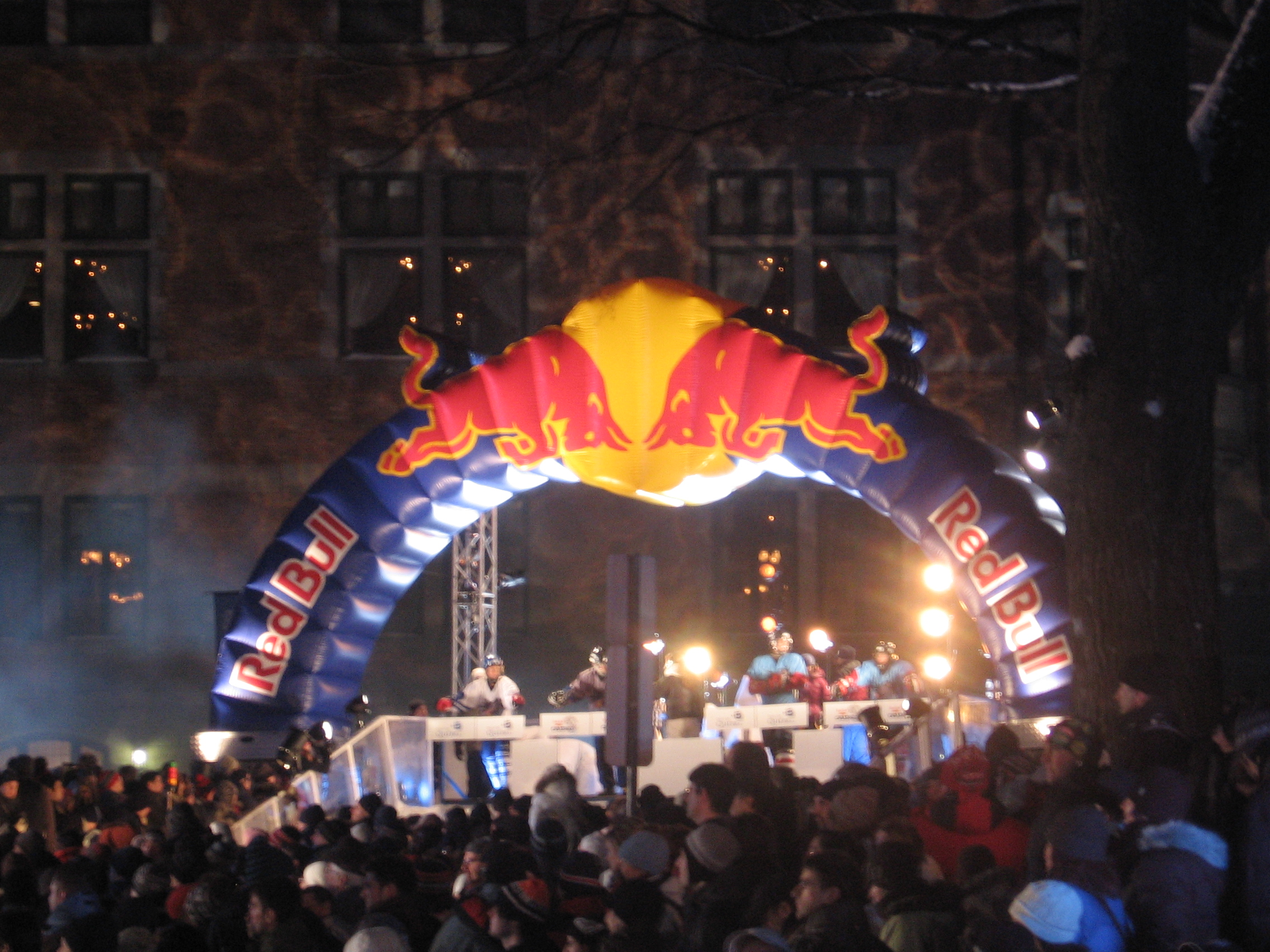
Deelnemers net vóór de start
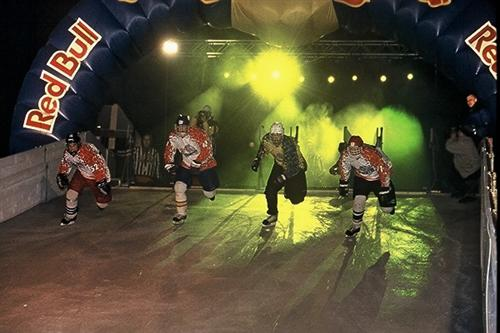
Deelnemers net ná de start
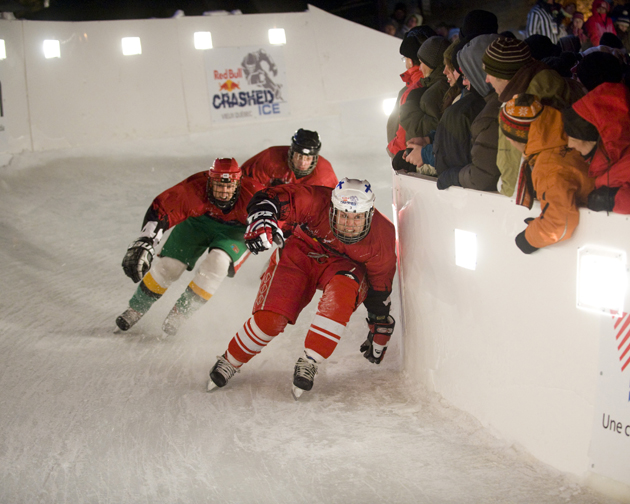
Deelnemers tijdens de race
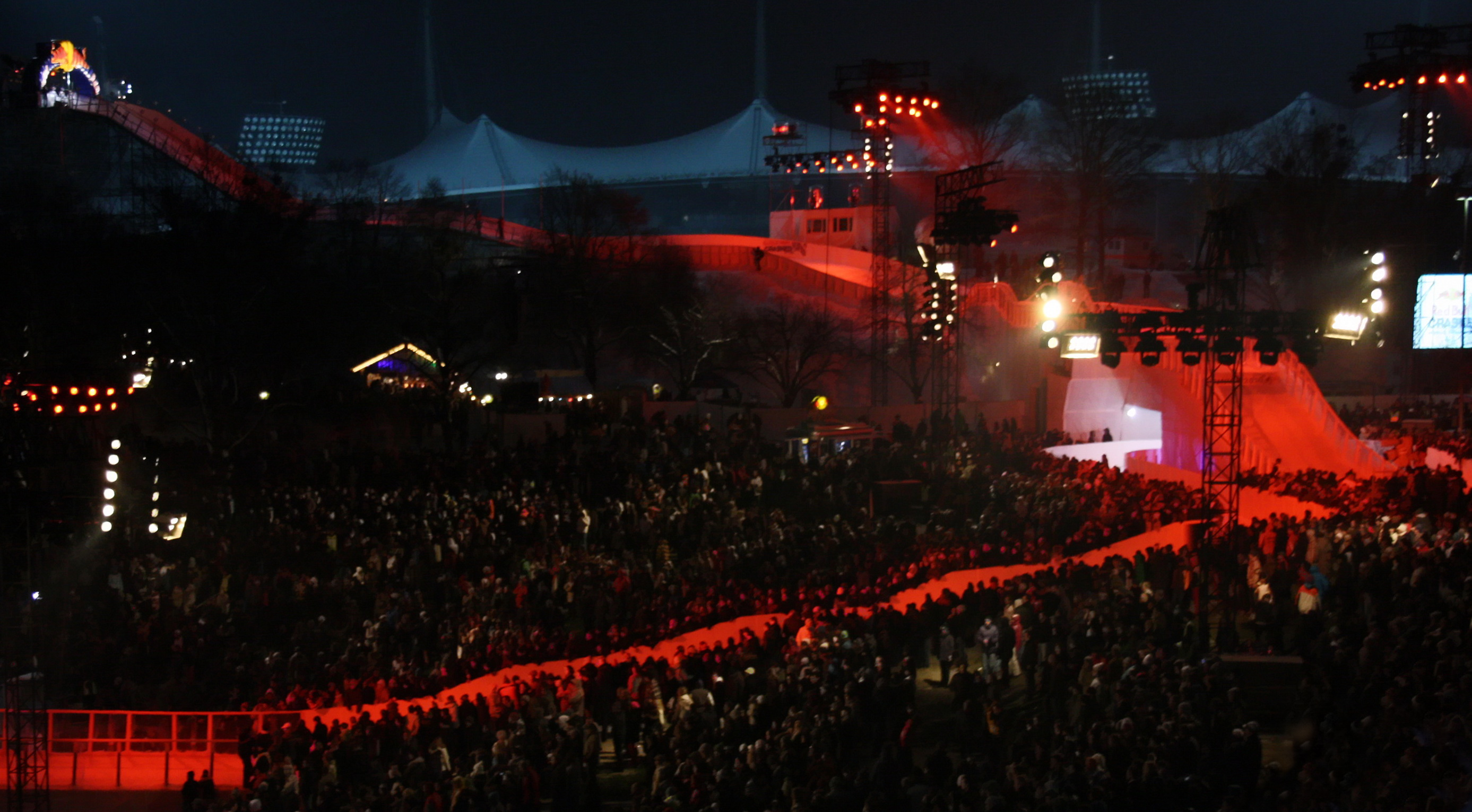
Een overzicht van start van het parcours
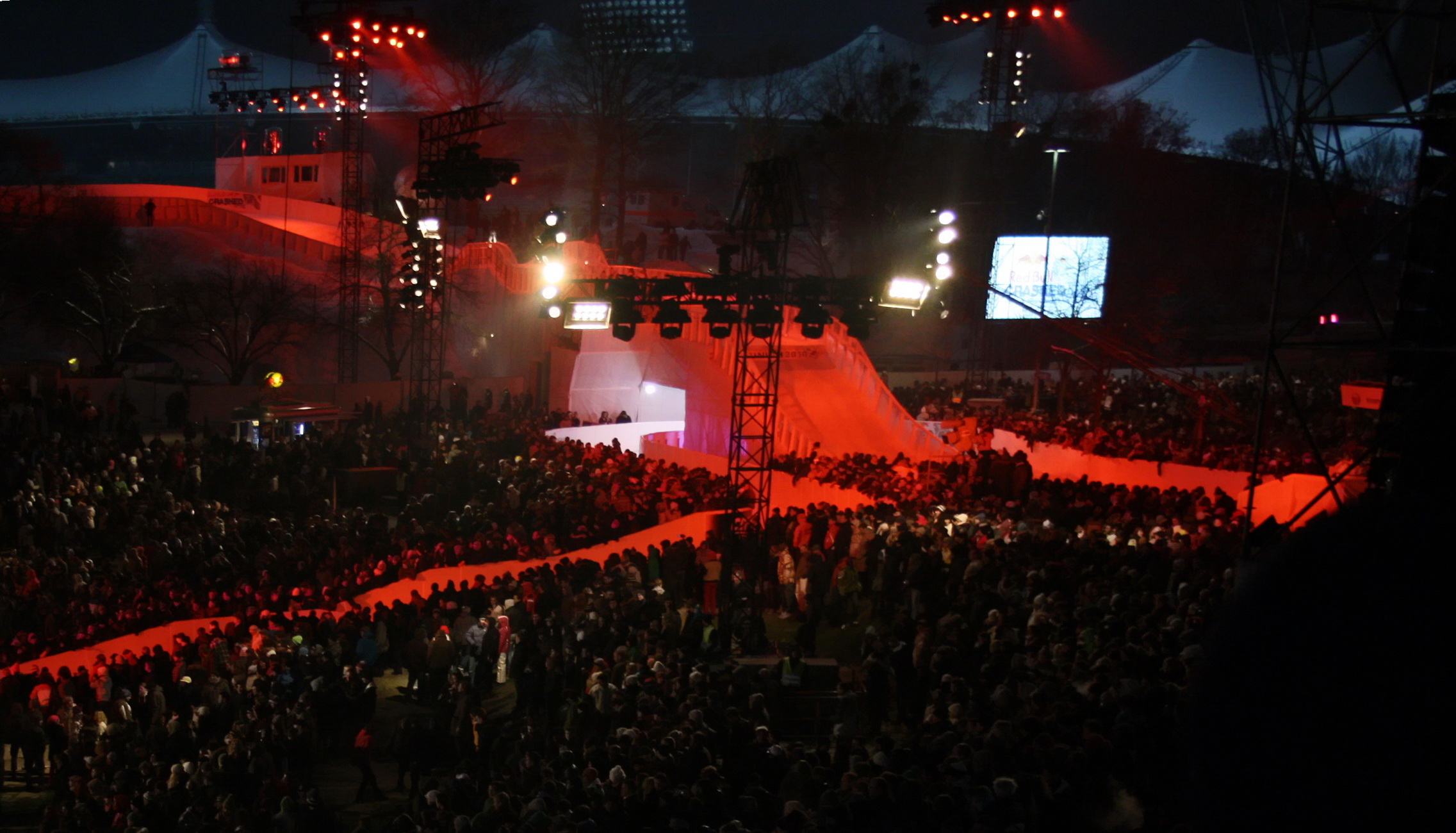
Een overzicht van het middenstuk